# Ray McAnally
Ray McAnally (Buncrana, Donegal megye, Írország, 1926. március 30. – Wicklow megye, Írország, 1989. június 15.) többszörös BAFTA-díjas ír színpadi, film- és televíziós karakterszínész. Egyik ismert szerepe Altamirano atya alakítása A misszió c. 1986-os történelmi kalandfilmben.

## Élete

### Származása
Buncrana városban, Donegal megyében született, az Ír Szabadállam időszakában. A közeli Moville városban nevelkedett. Apja banktisztviselő volt. Ray a letterkenny-i St Eunan’s College-ba járt. Itt tizenhat éves korában írt egy zenés darabot „Madame Screwball”, melyet Ray saját rendezésében elő is  adtak az iskola színpadán. Papnak szánták, meg is kezdte tanulmányait a maynooth-i St Patrick’s College szemináriumában. Két év múlva azonban otthagyta a papneveldét. 1947-ben színésznek szegődött a dublini Abbey színházhoz. Itt ismerte meg Ronnie Masterson ír színésznőt, akit 1951-ben feleségül vett.

### Színészi pályája
1962-ben debütált a londoni West Enden, a Nice Bunch of Cheap Flowers vígjátékban. Nagy sikerrel szerepelt például a Piccadilly színházban, George szerepében a Nem félünk a farkastól c. drámában, Constance Cummings partnereként.
Gyorsan népszerűvé vált az 1960-as, 1970-es évek televíziós krimi és thriller sorozataiban, így a Bosszúállókban is. 1968-ban címszerepet kapott Spindoe c. akciófilm-sorozatban, ahol Alec Spindoe angol gengszterfőnök több év börtön után visszatér és kíméletlen harcban szerzi vissza hatalmát a versenytársaktól. A Spindoe filmes előzményében, a The Fellows című krimisorozatban is Ray játszotta Spindoe karakterét. Meggyőzően használta az angol nyelv megfelelő helyi akcentusait.
McAnally és felesége, Masterson később megalapították az Old Quay Productions kiadóvállalatot, és válogatást adtak ki az 1960-as és 1970-es évek klasszikus színházi közvetítéseinek felvételeiből.
McAnally rendszeresen fellépett a dublini Abbey színház előadásain és az ír irodalmi fesztiválok eseményein. Emellett az 1980-as években színvonalas és díjnyertes filmalkotások főszerepeiben is megjelent. Roland Joffé rendező 1986-os A misszió című drámájában Altamirano bíboros szerepéért BAFTA-díjat kapott. BAFTA-díjra jelölték 1988-ban a BBC A Perfect Spy című televíziós kémfilm-sorozat Rick Pym-szerepéért. 1989-ben újabb BAFTA-díjat nyert A Very British Coup című kémfilm-minisorozatbeli alakításáért. Élete utolsó évében Jim Sheridan rendező A bal lábam című Oscar-díjas filmdrámájában ő játszotta az idős Mr. Brownt, a mozgássérült főszereplő, Christy Brown (Daniel Day-Lewis) apját. Alakításáért 1990-ben posztumusz BAFTA-díjat ítéltek meg neki.

### Magánélete, elhunyta
1951-ben feleségül vette Ronnie Masterson (1926–2014) ír színésznőt. A 70-es években szétköltöztek, de hivatalosan sohasem váltak el, Masterson a felesége maradt McAnally haláláig. Négy gyermekük született, Conor, Aonghus, Máire és Niamh. (Conor producer az Egyesült Államokban, Aonghus az ír rádió és televízió moderátora és producere).
Később élettársi kapcsolatot létesített Britta Smith ír színésznővel. Az 1980-as évek elején birtokot vásárolt Wicklow megyében, Woodenbridge község közelében, itt építette fel lakóházát.
Ötvenes életéveiben (1970-es évek végén) szívproblémái miatt bypass műtéten esett át. 63 éves korában, 1989. június 15-én hirtelen szívrohamban hunyt el woodenbridge-i otthonában, ahol barátnőjével, Britta Smith-szel együtt lakott. Búcsúztatását számos hírneves vendég részvételével a dublini Saint Mary’s székesegyházban tartották, innen kísérték a Glasnevin temetőbe. A menet az Abbey Színház előtt vonult el, amelynek McAnally örökös társulati tagja volt.
Váratlan halála miatt több készülő film szereposztását meg kellett változtatni. Jim Sheridan rendező filmdrámájában, A rétben a főszereplő Bull McCabe szerepét (melyre eredetileg McAnallyt szerződtették) Richard Harrisnek adták át, aki remekelt a szerepben, és Oscar-díj-ra jelölték érte. Alan Dossor rendező First and Last című tévéfilmjében is McAnally alakította volna a főszereplőt, aki idős korában nekiindul a Land’s End-től John o’ Groats-ig vezető ezermérföldes nemzeti túraútnak. A film egy része elkészült McAnallyvel, de halála miatt az egészet újra kellett forgatni, Joss Ackland főszereplésével.

## Főbb filmszerepei
- 1957: Professor Tim; Hugh O’Cahan
- 1959: Szövetség az ördöggel (Shake Hands with the Devil); Paddy Nolan
- 1962: Billy Budd; William O’Daniel, tengerész
- 1967: The Fellows, tévésorozat; Alec Spindoe
- 1968: Spindoe, tévésorozat; Alec Spindoe
- 1967–1968: Bosszúállók, tévésorozat, két epizódban; Arcos / Creswell
- 1970: Tükörútvesztő (The Looking Glass War); helyettes államtitkár
- 1972: A kulcsszó: Félelem (Fear Is the Key); Ruthven
- 1974: Dial M for Murder, tévésorozat; Sanford
- 1975: Public Eye, tévésorozat; Tyson
- 1975–1976: Crown Court, tévésorozat; Robert E. Scard / Jimmy Biddle
- 1984: Cal; Cyril Dunlop
- 1986: A misszió (The Mission); Altamirano atya
- 1987: A negyedik záradék (The Fourth Protocol); Karpov tábornok
- 1987: A szicíliai (The Sicilian); Trezza
- 1987: Úri passziók (White Mischief); Morris
- 1987: A Perfect Spy, tévé-minisorozat; Rick Pym
- 1987: A bor nem válik vízzé (Last of the Summer Wine), tévésorozat; csavargó
- 1988: Piszkos munka (Taffin); O’Rourke
- 1988: A Very British Coup, tévé-minisorozat; Harry Perkins
- 1988: Hasfelmetsző Jack (film) (Jack the Ripper), tévé-minisorozat; Sir William Gull
- 1988: Pajzán kísértetek (High Spirits); id. Plunkett
- 1988: A bal lábam (My Left Foot: The Story of Christy Brown); Mr. Brown
- 1989: Vénusz Péter (Venus Peter); nagypapa
- 1989: Szép remények (Great Expectations); Mr. Jaggers
- 1989: Nem vagyunk mi angyalok (We’re No Angels); Warden

## Díjai és jelölései
- 1987: Evening Standard British Film Award, a legjobb főszereplőnek, A Misszió c. filmben
- 1987: BAFTA-díj a legjobb férfi mellékszereplőnek, A Misszió c. filmben
- 1988: RTS Television Award, a legjobb férfi szereplőnek, A Perfect Spy sorozatban
- 1988: BAFTA-díjra jelölték, a legjobb főszereplőnek, A Perfect Spy sorozatban
- 1989: BAFTA-díj, a legjobb főszereplőnek, A Very British Coup c. filmben
- 1989: Jacob’s Award, a legjobb főszereplőnek, A Very British Coup c. filmben
- 1990: BAFTA-díj (posztumusz), a legjobb mellékszereplőnek, A bal lábam c. filmben.[10]